# 金剛自動車
金剛自動車株式会社（こんごうじどうしゃ）は、かつて大阪府富田林市と南河内郡で乗合バスとタクシーを営業していた事業者。
地元住民などからは一般的に、乗合バスは金剛バス、タクシーは金剛タクシーと呼ばれていた。
金剛タクシーは2023年6月30日限りで廃止。金剛バスは2023年12月20日限りで廃止。
法人としては存続しており、2024年9月10日に金剛株式会社へ商号を変更した。詳細は後述の「#バス事業廃止後の動向」を参照。

## 概要

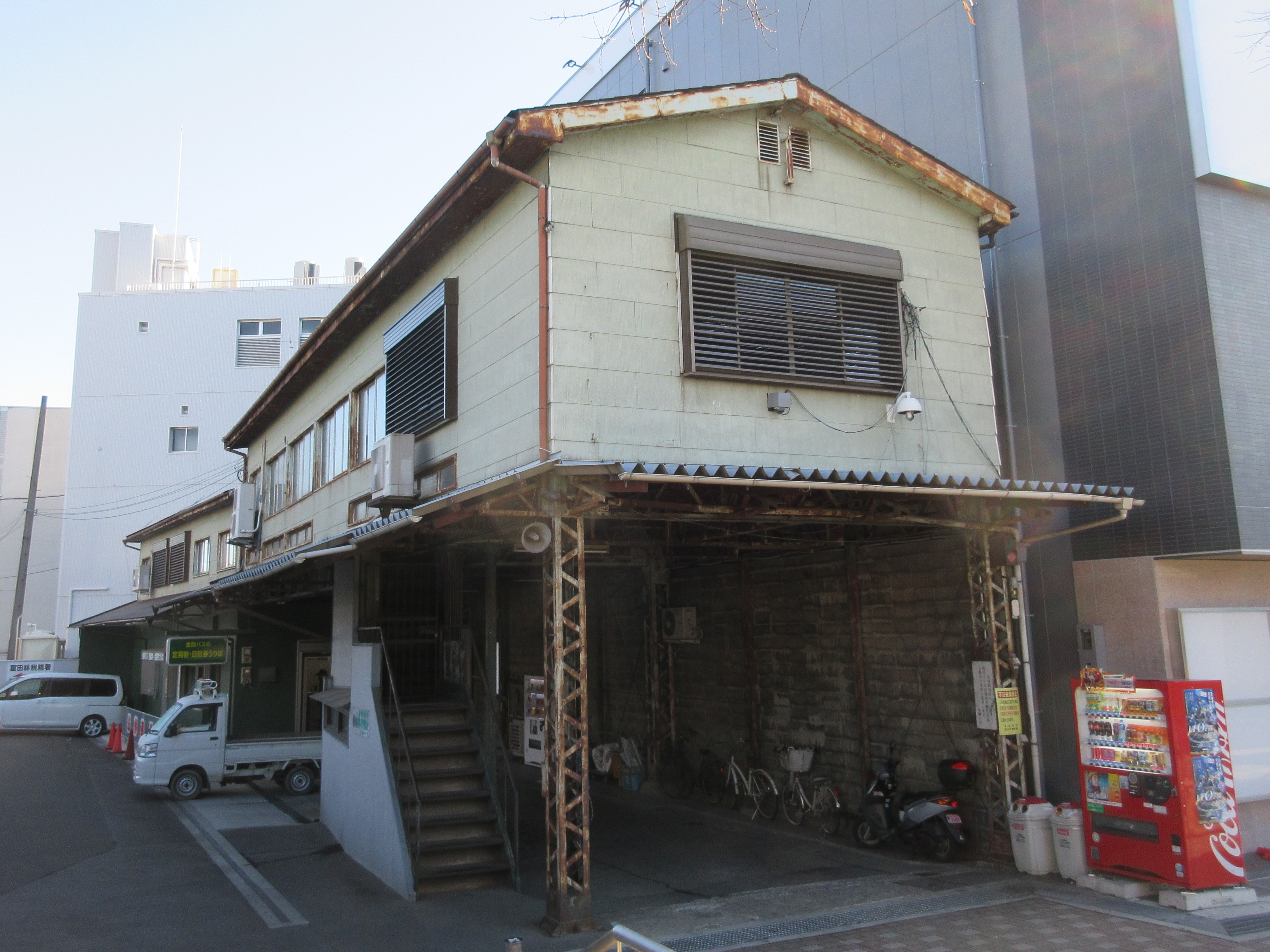
旧本社・富田林営業所（現在は解体）

大阪府内の路線バスを運行する会社では、数少ない、大手私鉄の傘下に属さない独立系の（=親会社の存在しない）会社として存在していた。
スルッとKANSAI（PiTaPaなど）やICOCAの加盟・導入は行われておらず、運営中はこれらのICカードは利用できなかった。ICカードは金剛自動車と国と自治体が3分の1ずつ費用負担して2020年以降導入を予定していたが、新型コロナウイルスの影響で経営状態が悪化したため取り下げた。
労使関係は良好ではなく、かつてはストライキがたびたび起こっていた。しかし、バス部門については乗務員の雇用形態が2003年以降すべて契約社員制度となったことで労働組合が事実上なくなり、ストライキも行われなくなった。なお、タクシー部門には2023年の事業廃止まで労働組合が存在していた。
営業所
- 本社兼富田林営業所（大阪府富田林市本町18番17号）
  - 中野車庫（大阪府富田林市中野町1丁目645-8）
- 喜志営業所（大阪府富田林市喜志町3丁目5番）　 
  - ※バス事業廃業に先立ち、2023年12月15日に閉鎖済[3]

乗合自動車事業
- 営業範囲：富田林市 河南町 太子町 千早赤阪村
- 車両数：27両（大型）
- 営業開始：1937年6月24日

## 沿革
- 1925年（大正14年）5月30日：金剛自動車乗合組合として一般乗合旅客運送事業の免許取得する[4]。
- 1937年（昭和12年）6月09日：金剛自動車株式会社を設立する[4]。
- 1950年（昭和25年）4月14日：一般貸切旅客自動車運送事業の免許が認可される[4]。
- 1951年（昭和26年）9月01日：一般乗用旅客自動車運送事業の免許が認可される[4]。
- 2018年（平成30年）
  - 7月1日：駅前発の便に限り、系統番号とローマ字表記を開始する。
  - 9月1日：千早線27番の新設。また、駅前行きを含むすべての便で系統番号とローマ字表記を開始する。
- 2020年（令和02年）
  - 4月14日：一般貸切旅客自動車運送事業（貸切バス）を廃止[4]。
  - 6月01日：太子町内に3路線を新設。また既存の太子町内の路線の停留所名の改称、停留所の新設・移設を実施[5][6]。
- 2022年（令和04年）11月21日：新型コロナウイルス感染症の影響で乗務員不足となり平日の運行が土日祝ダイヤとなった[7]。
- 2023年（令和05年）
  - 02月21日：乗務員不足によるダイヤ変更が行われ、平日はほぼ土日祝ダイヤと同等となり、土日祝ダイヤは千早線の20号系統がほぼ半減するなど大幅な減便を伴う変更となった[8]。
  - 04月03日：白木線の一部系統がグロワールゴルフ倶楽部前発着となり、途中にグロワールゴルフ倶楽部入口とともに2つの停留所が新設された[9]。
  - 06月30日：この日を最終営業日として[注 1]、タクシー事業廃止[10]。
  - 12月15日：18時30分を以て喜志営業所を閉鎖[3]
  - 12月20日：この日を最終営業日として、一般乗合旅客運送事業（路線バス）廃止[11][12][13]。
- 2024年（令和 6年）
  - 9月10日：金剛自動車株式会社から金剛株式会社へ商号を変更[1]。

### バス事業廃止までの経緯
金剛自動車は深刻な乗務員不足を理由として、2023年5月に沿線自治体へ事業廃止の方針を伝えた。以前から非公式ながらも行政に対し窮状を訴えていたとし、自治体側は2023年6月になり補助金などで経営支援する考えを金剛自動車に打診していた。しかしながら、この時点で最低30名は乗務員が必要な所を20名（ただしそのうち3名は他社からの派遣によるもので、金剛自動車の従業員としては17名）で回している状況であり、補助金を受給したところで事業継続に必要な乗務員数を確保できる見込みは無く、乗務員不足を解決せずこのまま無理に運行継続した場合、重大な事故が発生する可能性を指摘していた。
2013年以降、利用者数の減少により1億円近い減収のため2021年から毎年赤字を計上しており、運転手の残業規制が強化される2024年問題にも触れ、施行されれば労働時間の制約から乗務員不足に拍車が掛かりダイヤを維持することが困難となると言及した。そうなれば、更なる減便を強いられて収支が一層悪化するため、車両老朽化による更新費用を捻出する目途すら立たないとして、2023年9月8日には同年12月20日の運行限りで金剛バス全路線を廃止する方針が金剛自動車から自治体へ正式に伝達された。
2023年9月11日の金剛自動車公式サイト上での発表ならびに各報道において、事業廃止の方針に加え、金剛バス廃止後の対応を地域公共交通会議や法定協議会で検討するよう沿線自治体へ依頼したことと、将来的には法人としても解散する方針で検討していることが金剛自動車から明らかにされた。
これを受けて、沿線の富田林市・太子町・河南町・千早赤阪村の各市町村長は同日に声明を発表し、以降、各自治体の法定協議会などにおいて今後の対応が協議された。自治体は近隣の路線バス事業者である近鉄バスと南海バスに運行継続の打診を行い、両社は可能な限り協力する意向を示したが、少子高齢化に伴う乗務員不足は全国的な懸念となっているため、運営主体は自治体とした上で、バス事業者は運行受託の形で関与するコミュニティバス方式を提案した。具体的な運行形態は後述の「#4市町村コミバス（5路線）について」を参照。
金剛バス最終営業日翌日の2023年12月21日からは、一部区間を除き路線再編・減便のうえ、代替コミュニティバスとして沿線4市町村による広域協議会が「4市町村コミバス」を運行している。

### バス事業廃止後の動向
金剛自動車の施設のうち、本社兼富田林営業所および喜志営業所は解体された。喜志営業所跡地には、代替コミュニティバスの乗務員休憩施設が建設された。また、中野車庫も閉鎖されており利用されていない。なお、一部の金剛バスの車両は、河南町などの沿線自治体が購入して代替コミュニティバスで利用されている。
法人としてはタクシー事業およびバス事業の廃止後も存続しており、2024年9月10日に大阪府藤井寺市に本社移転し、同日に金剛株式会社に商号を変更している。道路貨物運送業を営んでいる模様である。

## 乗合自動車事業（路線バス）
以下、2023年12月20日路線バス廃止以前の内容である。
近鉄長野線の富田林駅南口と喜志駅東口、近鉄南大阪線の上ノ太子駅南口をターミナルとし、富田林市の近鉄長野線より東側の地域と南河内郡（太子町・河南町・千早赤阪村）のほぼ全域、羽曳野市のごく一部に路線を広げていた。
以前の富田林駅は駅に並行する形で、バスが後退で入線するターミナルが設置され、方面別に4台が停車していた。南口ロータリーの完成でこのような形ではなくなったが、電車に接続して、4つののりばに停車しているバスすべてが同時に出発することも多く、同駅付近ではそれらバスが連なって各方面へ向かっていたこともあった。
路線バスの車庫は、富田林市中野町の国道170号旧道沿いにあった。車庫への路線は存在せず回送となった（以前は近鉄バスが車庫前の国道上を運行していた）。
かつては路線に系統番号は設定されておらず、方向幕は起終点を併記するのが一般的であったが、営業末期の時期となった2018年7月1日より、系統番号とローマ字が表示されるようになった。
2023年9月11日「運転手不足や利用客減少などを理由に、2023年12月20日を以て路線バス事業を廃止する」ことを公式サイトにて発表した。

### 富田林駅前発着

#### 北大伴線
- 10：富田林駅前 - 川向 - 大伴住宅前 - 北大伴（楠町）

富田林駅から府営富田林楠住宅内に位置する北大伴へ向かう路線。
朝は30分間隔、それ以外は一部を除き1時間間隔で運行された。路線距離2.4kmと金剛バス全線の中では最も短かった。

#### 千早線
- 20：富田林駅前 - 川向 - 楠徳寺かがりホール前（大伴）- 神山 - 森屋 - 千早赤阪役場前 - 千早赤阪中学校前 - 東阪 - 千早大橋 - 金剛登山口 - 千早ロープウェイ前
- 21：富田林駅前 - 川向 - 楠徳寺かがりホール前（大伴）- 神山 - 森屋 - 千早赤阪役場前 - 千早赤阪中学校前 - 東阪 - 千早大橋 - 金剛登山口
- 22：富田林駅前 - 川向 - 楠徳寺かがりホール前（大伴）- 神山 - 森屋 - 千早赤阪役場前 - 千早赤阪中学校前 - 東阪
- 23：富田林駅前 - 川向 - 楠徳寺かがりホール前（大伴）- 神山 - 森屋 - 千早赤阪役場前 - 千早赤阪中学校前
- 24：富田林駅前 - 川向 - 楠徳寺かがりホール前（大伴）- 神山 - 森屋 - 松本橋 - 水分 - 東水分 - 葛城登山口 - 水越峠〔土休日のみ運行〕※2023年12月17日をもって運行終了
- 26：富田林駅前 - 川向 - 楠徳寺かがりホール前（大伴）- 神山 - 森屋 - 松本橋 - 水分 - 東水分〔運休中〕
- 27：富田林駅前 - 川向 - 楠徳寺かがりホール前（大伴）- 神山 - 森屋 - 松本橋 - 楠公誕生地前

富田林駅から千早赤阪村の森屋を経由し、村の中心部や金剛山・大和葛城山の登山口などへ向かった路線。
20・21号系統は府道705号線を通り金剛山へアクセスする系統。主に8時台 - 16時台は千早ロープウェイ前まで行く20号系統が、それ以外の時間帯は金剛登山口で折り返す21号系統が運行された。ほぼ毎時1本の運行であった。千早大橋 - 千早ロープウェイ前間は、南海バス小深線408・411系統（河内長野駅前 - 金剛山ロープウェイ前）と経路が重複していた。千早ロープウェイ前停留所から金剛山ロープウェイ乗り場（千早駅）までは徒歩10分程度かかった。千早ロープウェイ発着の20号系統は路線距離が15.9kmで、循環系統を除けば金剛バス全線の中では最も長かった。
22号系統は東阪（あずまざか）、23号系統は千早赤阪中学校前で折り返す区間系統であり、朝夕に数本ずつ運行された。かつては森屋で折り返す系統が設定されていたが、2018年7月1日よりすべて千早赤阪中学校前発着に変更となった。東阪停留所は東條線40号系統の終点・吉年停留所から徒歩2分程度の距離にあった。
24号系統は森屋より国道309号線を通り、東水分（ひがしすいぶん）を経由して千早赤阪村と奈良県御所市の境に位置する水越峠（みずこしとうげ）へ向かった系統。金剛山・大和葛城山への登山客向けの系統であり、土休日のみ4往復運行される。富田林駅前から水分・東水分へは、後述する白木線34号系統の方が本数が多かった。以前は東水分で折り返す26号系統が平日に2往復のみ運行されていた。
27号系統は森屋より楠公誕生地前へ向かう系統で、2018年9月1日に新設された。平日・土休日とも朝夕に3往復運行された。

#### 河内線
- 30：富田林駅前 - 川向 - 楠徳寺かがりホール前（大伴）- 寺田 - 北加納 - 加納 - 菊水苑前 - 河内（弘川寺前）
- 33：富田林駅前 - 川向 - 楠徳寺かがりホール前（大伴）- 寺田 - 北加納 - 平石

富田林駅から河南町の寺田・北加納を経由し、西行法師終焉の地である弘川寺最寄りの河内（かうち）、または平石へ向かった路線。
30・33号系統および白木線34・36号系統をすべて合わせてほぼ毎時1本の運行。
河内発着の30号系統は基本的に2 - 3時間に1本運行された。
平石発着の33号系統は平日・土休日ともに2往復のみの運行であった。平石停留所には、2020年6月1日より土休日のみ後述の上ノ太子駅前発着の畑・平石線88号系統も乗り入れるようになっていた。

#### 白木線
- 31：富田林駅前 - 川向 - 楠徳寺かがりホール前（大伴）- 寺田 -《河南町役場前→白木→鈴美台3丁目前→菊水苑前→加納→北加納》【白木廻り循環】〔運休中〕
- 32：富田林駅前 - 川向 - 楠徳寺かがりホール前（大伴）- 寺田 -《北加納→加納→菊水苑前→鈴美台3丁目前→白木→河南町役場前》【加納廻り循環】〔運休中〕
- 34：富田林駅前 - 川向 - 楠徳寺かがりホール前（大伴）- 寺田 - 河南町役場前 - 白木 - 中村 - 芹生谷 - 水分 - 東水分
- 35：富田林駅前 - 川向 - 楠徳寺かがりホール前（大伴）- 寺田 - 河南町役場前 - 白木 - 鈴美台3丁目前 -《さくら坂3丁目→さくら坂1丁目→さくら坂4丁目》【さくら坂住宅循環】
- 36：富田林駅前 - 川向 - 楠徳寺かがりホール前（大伴）- 寺田 - 河南町役場前 - 白木 - 中村 - 芹生谷 - 水分 - グロワールゴルフ倶楽部前

富田林駅から河南町中心部の寺田・白木（しらき）を経由する路線であった。
白木・加納地区を循環する31・32号系統は廃止時点より前から運行されていなかった。以前から本数が非常に少なく、白木廻りの31号系統は平日朝に2本のみ、加納廻りの32号系統は平日・土休日ともに夜間に1本のみの運行だった。
34号系統は白木より千早赤阪メモリアルパークの入口に位置する東水分へ向かう系統で、36号系統は34号系統の一部をグロワールゴルフ倶楽部前発着（東水分は経由しない）に差し替えたもので、合わせて2 - 3時間に1本運行された。前述のとおり富田林駅前から東水分へは森屋経由の千早線24号系統も僅かながら運行されていた。36号系統は2023年4月3日より平日の朝夕に1本ずつ設定された。
35号系統は白木よりワールド牧場の近くにあるニュータウンのさくら坂住宅を循環する系統で、朝は毎時2本、それ以外は毎時1本の運行であった。

#### 東條線
- 40：富田林駅前 - 川向 - 板持 - 中佐備 - 蒲 - 福祉センター東口 - 甘南備口 - 甘南備 - 吉年
- 41：富田林駅前 - 川向 - 板持 - 中佐備 - 蒲 - 福祉センター東口 - 甘南備口 - 甘南備
- 42：富田林駅前 - 川向 - 板持 - 中佐備 - 蒲 -《蒲中央→こんごう福祉センター前→福祉センター東口》【こんごう福祉センター循環】
- 44：富田林駅前 - 川向 - 板持 - 中佐備 - 蒲 - 福祉センター東口 - 甘南備口 - スポーツ公園前 - サバーファーム〔運休中〕
- 50：富田林駅前 - 川向 - 板持 - 中佐備 - 蒲 - こんごう福祉センター前 - 福祉センター東口 - 甘南備口 - 甘南備 - 吉年〔吉年発のみ〕
- 51：富田林駅前 - 川向 - 板持 - 中佐備 - 蒲 - こんごう福祉センター前 - 福祉センター東口 - 甘南備口 - 甘南備

富田林駅から中佐備を経由し、富田林市南部の甘南備（かんなび）、千早赤阪村の吉年（よどし）などへ向かう路線であった。以上の全系統を合わせ30 - 45分間隔の運行となっていた。
吉年まで行く40・50号系統は合わせて4往復の運行であった。前述のとおり吉年停留所は千早線の東阪停留所から徒歩2分程度の距離にあり、2010年12月1日に改称されるまで同じ「東阪」を名乗っていた。
甘南備で折り返す41・51号系統は40号系統の減便や44号系統の運休によりメインの系統となっていた。
42号系統は蒲（がま）より府立こんごう福祉センターを循環する系統だが、一部が50・51系統に置き換えられたため本数は少なかった。こんごう福祉センター前停留所は2018年7月1日に「金剛コロニーセンター前」から、福祉センター東口停留所は同日に「コロニー東口」から改称された。
44号系統は甘南備口よりスポーツ公園前を経由しサバーファームへ向かう系統で、2023年2月21日のダイヤ変更で全便運休となった。それ以前の2013年4月1日より土休日のみの運行となっており、運休直前には9 - 15時台に毎時1本・7往復運行されていた。
50・51号系統は2023年4月3日のダイヤ変更で誕生した。従来の41号系統の甘南備発着便のうち一部がこんごう福祉センター前を経由するこの系統に置き換えられた。なお、50号系統は吉年発のみの設定であった。
かつては中佐備より中山・森屋を経由し東水分へ向かう系統もあったが、2017年4月3日以降は運行されなかった。富田林駅前から東水分へは前述の千早線・白木線と合わせて路線が3つ存在していた。

#### 富田林循環線
- 46：富田林駅前→川西→錦織→滝谷不動前→中佐備→板持→川向→富田林駅前【川西廻り循環】〔運休中〕
- 47：富田林駅前 - 川向 - 板持 - 中佐備 - 滝谷不動前〔【臨時】毎月28日のみ運行〕※2023年11月28日をもって運行終了

富田林駅から川西・滝谷不動前・中佐備・板持を循環する路線。
川西廻りの46号系統は廃止時点より前から運休となっていた。以前から平日の早朝1本のみの運行となっており、土休日の運行は2020年7月18日のダイヤ改正でなくなっていた。佐備廻りは2017年4月3日以降運行されなかった。
47号系統は中佐備経由で滝谷不動前へ向かう、瀧谷不動明王寺で縁日が行われる毎月28日のみ運行される臨時系統であった。7時台から16時台まで20 - 30分間隔で運行していた。

#### 石川線
- 15（旧50）：富田林駅前 - 川向 - 大ヶ塚 - 一須賀 - 東山（芸大前）
- 16（旧51）：富田林駅前 - 川向 - 大ヶ塚 - 一須賀 - 阪南一須賀 - 大宝2丁目 - 近つ飛鳥博物館前

富田林駅から河南町の大ヶ塚・一須賀を経由し、大阪芸術大学最寄りの東山、または阪南ネオポリス（大宝）・府立近つ飛鳥博物館へ向かう路線であった。
東山発着の15（旧50）号系統と近つ飛鳥博物館前発着の16（旧51）号系統があり、両方合わせて一部を除き1時間間隔で運行された。本数は16号系統の方が多く、15号系統は平日・土休日ともに3往復しかなかった。東山および阪南一須賀 - 近つ飛鳥博物館前の各停留所には後述の喜志駅前発着の阪南線61号系統も通り、本数も阪南線の方が多かった。近つ飛鳥博物館前停留所は2018年7月1日に「阪南ネオポリス」から改称された。
2023年4月3日のダイヤ変更で50号系統は15号系統へ、51号系統は16号系統へ変更した。

### 喜志駅前発着

#### 阪南線
- 61：喜志駅前 - 河南橋 - 太子四つ辻 - 東山（芸大前） - 阪南一須賀 - 大宝2丁目 - 近つ飛鳥博物館前

喜志駅から太子四つ辻・東山を経由し近つ飛鳥博物館前へ向かう路線であった。
毎時1 - 2本程度の運行であったが、朝は3 - 4本運行される時間帯もあった。東山 - 近つ飛鳥博物館前間は前述のとおり富田林駅前発着の石川線も通った。かつては朝ラッシュ時に大宝2丁目始発の続行便が運行されていたが、2008年11月に廃止された。

#### 太子線
- 71：喜志駅前 - 河南橋 - 太子四つ辻 - 太井川 - 聖徳太子御廟前 - 磯長小学校前 - 太子町役場 - 春日 - 竹内街道春日西 - 上ノ太子駅前

喜志駅から太子町中心部を経由して上ノ太子駅へ向かう路線であった。
ほぼ毎時1本運行された。2020年5月31日までは上ノ太子駅前、および羽曳野市に乗り入れる唯一の路線であった。また異なる駅同士を結ぶ路線も金剛バスでは唯一であった。

#### 太子葉室循環線
- 72：喜志駅前 - 河南橋 - 太子四つ辻 - 太井川 -《仏眼寺前・葉室→推古天皇陵前→山田→六枚橋東→太子町役場→磯長小学校前→聖徳太子御廟前》【葉室廻り循環】
- 73：喜志駅前 - 河南橋 - 太子四つ辻 - 太井川 -《聖徳太子御廟前→磯長小学校前→太子町役場→六枚橋東→山田→推古天皇陵前→仏眼寺前・葉室》【太子廻り循環】

喜志駅から太子町中心部を循環する路線であった。
葉室廻りの72号系統と太子廻りの73号系統があり、両方合わせて平日は毎時1本、土休日は1 - 2時間間隔で運行された。太子町中心部を循環する路線は2020年6月1日より後述の上ノ太子駅前発着の太子中央循環線も運行されており、循環部分のルートが重複していた。

### 上ノ太子駅前発着
下記の3路線は太子町の「地域公共交通運行計画」に基づき、2020年6月1日に運行を開始した。同時に太子町内の既存の路線についても停留所名の改称、停留所の新設・移設が実施された。前述の太子線・太子葉室循環線を含む太子町中心部を通る路線では「太子町役場」と「聖徳太子御廟前」の停留所において、同日に運行開始した太子町コミュニティバスとの乗り継ぎ割引が実施された。　

#### 聖和台循環線
- 81：上ノ太子駅前→聖和台第一号公園前→聖和台3丁目→聖和台2丁目→上ノ太子駅前【左廻り循環】
- 82：上ノ太子駅前→聖和台2丁目→聖和台3丁目→聖和台第一号公園前→上ノ太子駅前【右廻り循環】

上ノ太子駅から駅の南側に位置するニュータウンの聖和台を循環する路線であった。
左廻り（聖和台3丁目先行）の81号系統と右廻り（聖和台2丁目先行）の82号系統があり、両方合わせて平日朝は毎時2本、平日の昼以降はほぼ毎時1本、土休日は1 - 2時間間隔の運行。午前は82号系統、午後は81号系統の運行が多かった。一周しても路線距離は2.8kmであり、金剛バス全線の中では前述の北大伴線に次ぐ短い路線であった。

#### 太子中央循環線
- 83：上ノ太子駅前 - 聖和台2丁目 - 和みの広場前 -《聖徳太子御廟前→太井川→仏眼寺前・葉室→推古天皇陵前→山田→六枚橋東→太子町役場→磯長小学校前》【葉室廻り循環】
- 84：上ノ太子駅前 - 聖和台2丁目 - 和みの広場前 -《磯長小学校前→太子町役場→六枚橋東→山田→推古天皇陵前→仏眼寺前・葉室→太井川→聖徳太子御廟前》【山田廻り循環】

上ノ太子駅から聖和台2丁目経由で太子町中心部を循環する路線であった。
葉室廻りの83号系統と山田廻りの84号系統があり、両方合わせて1 - 2時間に1本程度の運行であった。循環部分は前述の喜志駅発着の太子葉室循環線とルートが重複していた。

#### 畑・平石線
- 85：上ノ太子駅前→竹内街道春日西→春日→六枚橋東→孝徳天皇陵前→畑薬師山公園前→太子カントリー倶楽部前〔運休中〕
- 86：上ノ太子駅前 - 聖和台2丁目 - 和みの広場前 - 磯長小学校前 - 太子町役場 - 六枚橋東 - 孝徳天皇陵前 - 畑薬師山公園前 - 太子カントリー倶楽部前
- 88：上ノ太子駅前 - 聖和台2丁目 - 和みの広場前 - 磯長小学校前 - 太子町役場 - 六枚橋東 - 孝徳天皇陵前 - 畑薬師山公園前 - 太子カントリー入口 - 平石

上ノ太子駅から春日または聖和台2丁目を経由し、南河内グリーンロードを通って太子カントリー倶楽部前または河南町の平石へ向かう路線であった。
85号系統は廃止時点より前から運休となっていた。春日を経由し太子カントリー倶楽部前へ向かう系統で、平日朝に上ノ太子駅前発太子カントリー倶楽部前行きの片道1本のみの運行だった。
86号系統は聖和台2丁目を経由し太子カントリー倶楽部前へ向かう系統で、平日・土休日とも3往復運行された。88号系統は聖和台2丁目を経由し、太子カントリー倶楽部前へは行かずに平石トンネルをくぐって河内線33番の終点でもある平石へ向かった系統。平日・土休日とも2往復のみ運行された。春日経由で平石へ向かう系統番号として87号系統も設定されたものの、定期運行はなかった。

### 昭和時代までにおけるバス路線網とその前史
太平洋戦時下による企業統合までに、現在の金剛バス運行エリアでは以下のような路線が開業した。
- 1923年（大正12年）3月25日：楠公自動車株式会社（本社、南河内郡長野町長野217）によって、南河内郡天野村天野山1013 - 長野町 - 南河内郡川上村鳩野原705(9.5km)、南河内郡三日市村三日市1012（三日市驛内） - 長野村 - 南河内郡天野村小山田1086（4.3km）の路線バスを開業。
- 1926年（大正15年）3月19日：太子口乗合自動車合資会社（本社、南河内郡喜志村930）によって、南河内郡喜志村968（大鐵喜志驛） - 磯長村大子 - 南河内郡磯長村春日116（4.0km）の路線バスを開業。
- 1926年（大正15年）4月23日：石田秀太郎（本社、南河内郡富田林町毛人谷520の1）によって、南河内郡富田林町毛人谷520 - 森屋 - 南河内郡千早村千早30（15.1km）の路線バスを開業。
- 1929年（昭和4年）8月13日：太子口乗合自動車合資会社によって、南河内郡磯長村春日116 - 南河内郡磯長村270（1.8km）の路線バスを開業。
- 1929年（昭和4年）9月1日：楠公自動車株式会社によって、南河内郡川上村鳩野原705 - 南河内郡川上村上小深106の1（2.9km）の路線バスを開業。
- 1929年（昭和4年）10月17日：合資会社不動乗合自動車商会（本社、南河内郡錦郡村錦郡252の4）によって、南河内郡彼方村483 - 瀧谷山 - 明王寺 - 南河内郡東條村上佐備（2.1km）の路線バスを開業。
- 1930年（昭和5年）3月17日：太子口乗合自動車合資会社によって、南河内郡磯長村270 - 駒ヶ谷村飛鳥1108（0.2km）の路線バスを開業。
- 1930年（昭和5年）4月23日：合資会社不動乗合自動車商会によって、南河内郡東條村上佐備 - 龍泉寺山麓 - 南河内郡東條村をいのきの辻（1.8km）の路線バスを開業。
- 1930年（昭和5年）5月24日：合資会社不動乗合自動車商会によって、南河内郡錦郡村錦郡（大鐵瀧谷不動驛前） - 南河内郡錦郡村（大鐵瀧谷不動驛前）（2.7km）の路線バスを開業。
- 1930年（昭和5年）8月29日：楠公自動車株式会社によって、南河内郡川上村寺光441 - 南河内郡東條村甘南備39（2.6km）の路線バスを開業。
- 1930年（昭和5年）12月1日：楠公自動車株式会社によって、南河内郡甘小村小山田1086 - 東陶器村福田385（6.4km）の路線バスを開業。
- 1932年（昭和7年）8月30日：合資会社不動乗合自動車商会によって、南河内郡東條村をいのきの辻 - 南河内郡甘南備楠妣瀧観音寺石碑前（1.0km）、南河内郡錦郡村錦郡（大鐵瀧谷不動驛前） - 南河内郡彼方村483（0.3km）の路線バスを開業。

#### 1958年6月現在の路線
運輸省自動車局監修「全国バス路線便覧」昭和34年版による。当時の本社所在地は、富田林市毛人谷520。（）内はキロ程ならびに運行回数。
- 千早 - 富田林（13.9km、4回）
- 富田林 - 東阪（10.1km、3回）
- 富田林 - 森屋（7.1km、16回）
- 富田林 - 水分（8.6km、6回）
- 富田林 - 中村（6.4km、4回）
- 富田林西口 - 森屋（8.0km、4回）
- 富田林 - 河内（8.1km、6回）
- 富田林 - 嶋川（5.7km、8回）
- 富田林 - 東阪（10.5km、6回）
- 富田林 - 甘南備（7.9km、8回）
- 富田林 - 龍泉（6.0km、1回）
- 富田林 - 森屋（6.5km、4回）
- 富田林 - 錦郡（7.0km、3回）
- 富田林 - 四ツ辻（7.2km、14回）
- 喜志 - 六枚橋（4.4km、25回）

#### 1963年3月時点での路線
運輸省自動車局監修「全国バス路線便覧」昭和39年版による。当時の本社所在地は、富田林市毛人谷520。（）内はキロ程ならびに運行回数。
- 千早 - 森屋 - 富田林（13.4km）
- 富田林 - 森屋 - 東阪（8.3km）
- 富田林 - 森屋 - 水分（6.7km）
- 富田林 - 森屋（5.4km）
- 富田林 - こと阪 - 中村（5.0km）
- 富田林西口 - 森屋（6.0km）
- 水越 - 森屋 - 富田林（12.3km）
- 富田林 - 寺田 - 嶋川（5.2km）
- 富田林 - 寺田 - 河内（7.5km）
- 富田林西口 - 寺田 - 中村（5.7km）
- 富田林 - 中佐備 - 東阪（9.5km）
- 富田林 - 中佐備 - 甘南備（6.7km）
- 富田林 - 中佐備 - 森屋（6.4km）
- 富田林 - 中佐備 - 富田林（8.8km）
- 富田林 - 川西 - 富田林（8.8km）
- 富田林 - 寺田 - 四ツ辻（6.4km）
- 喜志 - 六枚橋（4.2km）
- 喜志 - 山田（5.1km）

## 貸切自動車事業（貸切バス）
かつては一般貸切旅客自動車運送事業も行っていたが、2020年（令和2年）4月14日に事業廃止となった。

### 送迎バスなど
PL病院送迎バスを運行していたが2006年春から近鉄バスに変更された。また大阪芸術大学スクールバスも運行していたが、2006年度以降は契約を打ち切られ、エムケイ観光バスによる運行に変更された。他に堺福音教会の送迎も行っていた（自家用車に変更）。

## 乗用自動車事業（タクシー）
2023年（令和5年）6月30日の営業をもってタクシー事業を廃止した。
営業区域は河南B交通圏（富田林市、河内長野市、大阪狭山市、南河内郡太子町、南河内郡河南町、南河内郡千早赤阪村）となっていた。

## 車両

### 車両の特徴
一般路線車では河内地域では珍しく、長らく西日本車体工業製の車体を主に採用していた。塗装は緑の濃淡のツートンカラーで、側面にブラックレター（テクストゥール）書体で「Kongō Bus」の表記が入った。
かつての前後扉のツーステップバスでは、前面と同じ大きさの方向幕を側面にも設置して運転区間を大きく表示する代わりに、後面には方向幕を設けないというのが大きな特徴であった。2003年よりワンステップバスが導入されて以降はLED式行先表示器となり、側面の表示器のサイズは縮小（代わりに主な経由地も表示）、そして後面にも表示器が取り付けられた。ツーステップバスは2010年の新車導入によってすべて運用離脱、それから10年以上新車は導入されなかった。廃車となったツーステップバスの一部は当時の京都交通（亀岡）に譲渡された。
初期のワンステップバスでは三方シート（他社では東急バスの400番台 - 600番台までの長尺ワンステップ車などに存在）が採用されたり、そのほかツーステップバスから引き継がれた銀サッシ窓やサイドモール、側面表示器下の引き違い窓といった特徴的な仕様も見られた。MFBM車体のエアロスターおよびスペースランナーAでは、セーフティウィンドウが省略されていた。

### 車種
1934年時点では、1928年式フォード（6人乗り）1両、1929年式フォード（5人乗り）1両があった。
最後の年となる2023年時点では、三菱ふそうと日産ディーゼルの車両を使用していた。
三菱ふそうは西工車体と、MFBM車体のエアロスターが存在した。中でも2003年から2005年にかけて導入されたKL-MP35JKシャーシに西工96MCを架装した車両が、全体の半数以上を占める主力車種となっていた。
車種構成は全体の台数の割には複雑で、純粋なエアロスターやスペースランナーRAに加え、お互いのOEM車種であるエアロスター-SとスペーススランナーAも1台ずつ導入された。また中型車のスペースランナーRMも1台のみ導入された。ほとんどの車両がワンステップバスであったが、エアロスター-Sの1台のみノンステップバスであった。中型車・ノンステップバスも含め特に運用は限定されておらず、すべての車両がすべての路線で共通に運用された。
千早赤阪村や河南町、富田林市南部の急坂の多い路線環境からMT車を選んで導入していたものの、三菱ふそうの路線バスからMT車が廃止されたので最後に導入された2台はAT車で導入された。この2台は路線環境故のトルクコンバータの故障を繰り返し、最後の減便からは使用されずに行き先表示器を取り外して中野車庫に放置されていた。
歴代社長を勤めた白江家が近畿ふそうと関わりがあったことから三菱ふそうシャーシを好んで導入し、その補完として日産ディーゼルやかつてはいすゞも多数導入されていた。一方、三菱ふそうのライバル企業である日野は何がなんでも導入しない方針であった。
2005年度まで受託していた、大阪芸術大学スクールバスには一般路線車（一部貸切登録車もあった）、PL病院および堺福音教会の送迎バスについては専用のマイクロバス（三菱ふそう・ローザ）が使用されていた。
| メーカー       | 車種               | 型式         | 車体     | 導入年      | 車両番号                       | 台数 | 備考                                                         |
| -------------- | ------------------ | ------------ | -------- | ----------- | ------------------------------ | ---- | ------------------------------------------------------------ |
| 三菱ふそう     | ---                | KL-MP35JK    | 西工96MC | 2003 - 2005 | 1501・1601 - 1604・1701 - 1710 | 15   | 全体の半数以上を占める主力車種                               |
| 日産ディーゼル | スペースランナーRM | PB-RM360GAN  | 西工96MC | 2007        | 1901                           | 1    | 初の日産ディーゼル車・唯一の中型車※千早赤阪村へ売却          |
| 三菱ふそう     | エアロスター       | PJ-MP35JK    | MFBM     | 2007        | 1902・1903                     | 2    | 大型車では初のMFBM車体                                       |
| 三菱ふそう     | エアロスター-S     | PKG-AA274KAN | 西工96MC | 2008        | 2001                           | 1    | 日デOEM・唯一のノンステップバス                              |
| 日産ディーゼル | スペースランナーRA | PKG-RA274KAN | 西工96MC | 2009 - 2010 | 2101 - 2105・2201              | 6    | 2201が最後の西工車体導入※2102 - 2105及び2201は河南町へ売却   |
| 日産ディーゼル | スペースランナーA  | PKG-AP35UK   | MFBM     | 2010        | 2202                           | 1    | 三菱ふそうOEM                                                |
| 三菱ふそう     | エアロスター       | LKG-MP35FK   | MFBM     | 2010        | 2203・2204                     | 2    | MT車が廃止されたのでAT車、故に故障が多発し以降の新車導入なし |

### 車両番号
2005年よりワンステップ・ノンステップバスには4桁の車両番号が付与されており、現在運用されている一般路線車はすべてナンバープレートに希望ナンバーを取得して、その車両番号が付けられた。
番号の内訳は、上2桁が車両導入年の和暦、下2桁が導入順の通し番号であった。
例：1604
| 16           | 04       |
| ------------ | -------- |
| 導入年の和暦 | 通し番号 |

つまり、この車両は平成16年（2004年）に導入された4台目の車両ということになる。

## その他
1991年頃、モリ工業の物干し竿「キラキラポール」のテレビCMに金剛バスが使われ、関西テレビ系で全国に放映された。

## 乗合自動車事業（路線バス）廃止関連
金剛バス廃止表明を受け、「富田林市、太子町、河南町及び千早赤阪村地域公共交通活性化協議会（以下、広域協議会とする）」が2023年10月1日に設置された。
- なお本章は、第4回までの広域協議会及び公開された資料に基づき記述する[33][34][35][36]。

### 4市町村コミバス（5路線）について
第1回広域協議会で金剛バス運行エリアを利用者数等を勘案し5つのエリアに区分し、5つのエリア（太子町エリア、河南町北部エリア、河南町南部エリア、千早赤阪村エリア、富田林市東南部エリア）と鉄道駅を結ぶ路線（以下、5路線）を抽出した。新しい公共交通について近鉄バスと南海バスに運行の協力を依頼したところ、2社とも自治体コミュニティバス方式での運行等の前提条件の下で協力を引き受けた。新しい公共交通には「4市町村コミバス」という名称が付けられたが、愛称については募集を行った結果「金剛ふるさとバス」と決まった。

#### 近鉄バスに移管する路線／全路線八尾営業所担当[37]

##### 喜志循環線（金剛バス72号系統及び73号系統）／太子町エリア
- 喜志駅前 - 河南橋 - 太子四つ辻 - 太井川 - 仏眼寺前・葉室 - 推古天皇陵前 - 山田 - 六枚橋東 - 太子町役場 - 磯長小学校前 - 聖徳太子御廟前 - 太井川 - 太子四つ辻  - 河南橋 - 喜志駅前
  - 運行計画　6時台 - 20時台で15循環
  - 一般乗合旅客自動車運送
  - 運賃は金剛バスの運賃を引き継ぐ
  - 近鉄バス独自の系統番号が付与されており、62番が太子廻り、63番が葉室廻りとなっている

##### 阪南線（金剛バス61号系統）／河南町北部エリア
- 喜志駅前 - 河南橋 - 太子四つ辻 - 東山（芸大前） - 阪南一須賀 - 大宝2丁目 - 近つ飛鳥博物館前
  - 運行計画　6時台 - 19時台で上り15便、下り14便
  - 一般乗合旅客自動車運送
  - 運賃は金剛バスの運賃を引き継ぐ
  - 近鉄バス独自の系統番号が付与され、61番となっている

##### さくら坂循環線（金剛バス35号系統）／河南町南部エリア
- 富田林駅前 - 川向 - 大伴 - 寺田 - 河南町役場前 - 白木 - 鈴美台3丁目前 -《さくら坂3丁目→さくら坂1丁目→さくら坂4丁目》【さくら坂循環】
  - 運行計画　6時台 - 19時台で11循環
  - 一般乗合旅客自動車運送
  - 運賃は金剛バスの運賃を引き継ぐ
  - 近鉄バス独自の系統番号が付与されており、駅行きは65番、さくら坂4丁目行きは64番となっている

#### 南海バスに移管する路線／全路線泉北営業所担当[37]

##### 千早線（金剛バス23号系統）／千早赤阪村エリア
- 富田林駅前 - 川向 - 大伴- 神山 - 森屋 - 千早赤阪役場前 - 千早赤阪村立中学校前
  - 運行計画　6時台 - 20時台で上り下りとも12便
  - 一般乗合旅客自動車運送
  - 運賃は金剛バスの運賃を引き継ぐ
  - 南海バス独自の系統番号は無く「千早線」と表示されている

##### 7 東條線（金剛バス42号系統）／富田林市東南部エリア
- 富田林駅前 - 川向 - 板持 - 中佐備 - 蒲 -《蒲中央→こんごう福祉センター前→福祉センター東口》【こんごう福祉センター循環】
  - 運行計画　6時台 - 20時台で12循環
  - 一般乗合旅客自動車運送
  - 運賃は金剛バスの運賃を引き継ぐ
  - 南海バス独自の系統番号は無く「東條線」と表示されている

#### 5路線の補完運行
上記5路線の便数ではラッシュ時の輸送力不足が懸念されることから下記の通り自家用有償旅客運送により各市町村で運行する。
第4回の広域協議会で運行時間帯や便数の変更について報告された。

##### 喜志循環線
この路線は代替後も便数が同じとなるため、補完運行の設定は無い。

##### 9 阪南線／運行事業者：河南町
- 喜志駅前 - 河南橋 - 太子四つ辻 - 東山（芸大前） - 阪南一須賀 - 大宝2丁目 - 近つ飛鳥博物館前
  - 　運行計画　17時台 - 21時台で上り下りとも5便
  - 　路線バス車両（定員11人以上）※金剛バス車両及びカナちゃんバス車両ほか[38][39]
  - 　運賃は金剛バスの運賃を引き継ぐ

##### 6 さくら坂循環線／運行事業者：河南町
- 富田林駅前 - 川向 - 大伴 - 寺田 - 河南町役場前 - 白木 - 鈴美台3丁目前 -《さくら坂3丁目→さくら坂1丁目→さくら坂4丁目》【さくら坂循環】
  - 　運行計画　6時台にさくら坂3丁目→富田林駅で1便（0.5循環）、17 - 21時台で2循環と富田林駅→さくら坂4丁目の1便（0.5循環）で合計3循環
  - 　路線バス車両（定員11人以上）※金剛バス車両及びカナちゃんバス車両ほか[38][39]
  - 　運賃は金剛バスの運賃を引き継ぐ

##### 1(2) 千早線／運行事業者：千早赤阪村
千早線の千早赤阪村立中学校 - 金剛登山口間については5路線以外の項目で触れる。
- 富田林駅前 - 川向 - 大伴- 神山 - 森屋 - 千早赤阪役場前 - 千早赤阪村立中学校前
  - 　運行計画　6 - 8時台及び16 - 22時台で上り下りとも合計で7便
  - 　路線バス車両（定員11人以上）
  - 　運賃は金剛バスの運賃を引き継ぐ
  - 　千早赤阪村ホームページでの路線場号は1となっている

##### 7 東條線／運行事業者：近鉄バス
この路線の補完運行事業者は富田林市ではなく近鉄バスが運行する同市のコミュニティバス「レインボーバス」の車両と乗務員を活用する。これに伴い「レインボーバス」が一部の便を運休とし、その間合いで補完運行を行う。南海バス運行分と一部経路が異なるものの、競合他社が同一路線を運行することとなる。なお、第4回の広域協議会で運行区間の変更がありサバーファーム方面へは向かわない。
- 富田林駅前 - 川向 - 板持 - 中佐備 -《蒲 → こんごう福祉センター前 → 甘南備口→甘南備→東甘南備→甘南備口 → 蒲》【循環】
  - 　運行計画　6 - 8時台及び14 - 16時台で合計で4循環
  - 　路線バス車両（定員11人以上）※レインボーバス車両
  - 　運賃は金剛バスの運賃を引き継ぐ
  - 　この路線は一般乗合旅客自動車運送（路線バス）となる
  - 　近鉄バス独自の系統番号が付与されており66番となっている

#### 5路線以外の代替交通計画
この項目の路線では、全て自治体による自家用有償旅客運送で運行する。

##### 太子町
第4回広域協議会の資料によると第3回太子町地域公共交通会議で運行計画が承認された。既存の太子町コミュニティバス「たいしのってこバス」の路線再編と車両の増車で対応する。なお、喜志循環線が5路線に含まれ近鉄バスにより運行されることから太子町が行う運行は羽曳野市にある上ノ太子駅発着と太子町内循環が主体となる。いずれも自家用有償旅客運送で運行は大阪第一交通に委託する。運賃は定額で1乗車200円（こども半額）。また2023年（令和5年）12月20日をもって太子町コミュニティバス等お出かけ支援事業(100円割引券)及び太子町コミュニティバス等乗継利用者運賃助成事業(乗継割引券)を終了するが、太子町コミュニティバス等総合福祉センター利用者支援事業(総合福祉センター乗車証)は、たいしのってこバス1号車、たいしのってこバス2号車での事業は継続する。
- 太子中央循環線（たいしのってこバス2号車）《金剛バス83号系統、84号系統》
  - 　上ノ太子駅前 - 聖和台2丁目 - 和みの広場前 -《聖徳太子御廟前→太井川→仏眼寺前・葉室→推古天皇陵前→山田→六枚橋東→太子町役場→磯長小学校前》【葉室廻り循環】
  - 　上ノ太子駅前 - 聖和台2丁目 - 和みの広場前 -《磯長小学校前→太子町役場→六枚橋東→山田→推古天皇陵前→仏眼寺前・葉室→太井川→聖徳太子御廟前》【山田廻り循環】
  - 　運行計画　朝夕の時間帯で平日8循環、休日7循環
  - 　バス車両（定員11人以上）※レンタカー（中型 28 人乗り）
- 上ノ太子駅町内周回線循環（たいしのってこバス2号車）《金剛バス71号系統の経路変更》
  - 　上ノ太子駅前 - 聖和台2丁目 - 和みの広場前 -聖徳太子御廟前 - 太井川 - 仏眼寺前・葉室 - 山田 - 六枚橋東 - 太子町役場 - 春日 - 松の木保育園 - 上ノ太子駅前
  - 　運行計画　昼間や夜の時間帯で平日11循環、休日12循環
  - 　バス車両（定員11人以上）※レンタカー（中型 28 人乗り）
- 春日・畑線（たいしのってこバス1号車）《金剛バス85 - 88号系統》
  - 　上ノ太子駅前 - 松の木保育園 - 春日 - 太子町役場 - 六枚橋東 - 孝徳天皇陵前 - 畑薬師山公園前 - 太子カントリー倶楽部
  - 　運行計画　朝夕の時間帯で平日・休日ともに6往復
  - 　バス車両（定員11人以上）※町所有コミュニティバス車両
- 総合福祉センター役場線（たいしのってこバス1号車）《既存の太子町「たいしのってこバス」》
  - 　太子町役場 - 和みの広場前 - しなが台北 - 春日 - 総合福祉センター - 平和町 - いわき台
  - 　運行計画　日中の時間帯で既存ダイヤを改正し平日6往復、休日4往復
  - 　バス車両（定員11人以上）※町所有コミュニティバス車両
- 畑山田役場線（たいしのってこバス1号車）《既存の太子町「たいしのってこバス」》
  - 　太子町役場 - 六枚橋東 - 《道の駅近つ飛鳥の里・太子（土日祝のみ経由）》 - 科長神社口・ふくの音前 - 《二子塚前 → 畑薬師山公園 → 畑南 → 畑北 → 二子塚前》【循環】
  - 　運行計画　日中の時間帯で既存ダイヤを改正し平日・休日ともに3往復
  - 　バス車両（定員11人以上）※町所有コミュニティバス車両
- 太子・役場線（たいしのってこバス1号車）《金剛バス83号系統、84号系統の経路変更》
  - 　太子町役場 → 聖徳太子御廟前 → 太井川 → 梅川橋 → 仏眼寺前・葉室 → 山田 → 六枚橋東 → 太子町役場【循環】
  - 　運行計画　昼間の時間帯で平日2循環、休日4循環で一方向の循環
  - 　バス車両（定員11人以上）※町所有コミュニティバス車両

##### 河南町（補完運行も含めMK観光バス・みつばコミュニティ・大新東へ委託）

###### 1 北大伴線／運行事業者：河南町
- 富田林駅 - 川向 - 北大伴
  - 　運行計画　7時台 - 20時台で上り下りとも11便
  - 　路線バス車両（定員11人以上）※金剛バス車両及びカナちゃんバス車両ほか[38][39]
  - 　運賃は金剛バスの運賃を引き継ぐ

2 石川線／運行事業者：河南町
- 富田林駅前 - 川向 - 大ヶ塚 - 大宝2丁目 - 近つ飛鳥博物館前
- 東山（芸大前）→ 大ケ塚 → 川向 → 富田林駅前※上りの始発便のみ設定
  - 　運行計画　6時台 - 20時台で上り下りとも11便
  - 　路線バス車両（定員11人以上）※金剛バス車両及びカナちゃんバス車両ほか[38][39]
  - 　運賃は金剛バスの運賃を引き継ぐ

###### 4 河内線／運行事業者：河南町
- 富田林駅前 - 川向 - 大伴- 寺田 - 北加納 - 加納 - 菊水苑前 - 河内
  - 　運行計画　7時台 - 20時台で上り下りとも6便
  - 　路線バス車両（定員11人以上）※金剛バス車両及びカナちゃんバス車両ほか[38][39]
  - 　運賃は金剛バスの運賃を引き継ぐ

###### 5 白木線／運行事業者：河南町
- 富田林駅前 - 川向 - 大伴- 寺田 - 河南町役場前 - 白木 - 中村 - 芹生谷 - 水分 - 東水分
  - 　運行計画　6時台 - 20時台で上り下りとも6便※8時台の下り1便は寺田止め
  - 　路線バス車両（定員11人以上）※金剛バス車両及びカナちゃんバス車両ほか[38][39]
  - 　運賃は金剛バスの運賃を引き継ぐ
  - 　千早赤阪村ホームページでは路線番号3となっている

千早赤阪村（大新東へ委託）
2 千早線（村バス）／運行事業者：千早赤阪村
- 千早赤阪村立中学校前 - 東阪 - 千早大橋 - 金剛登山口
  - 　運行計画　5 - 20時台で上り下りとも12便
  - 　小型車両（定員20人程度）
  - 　運賃は現行の金剛バスの運賃と同額かそれ以下になるよう設定（30円 - 210円）

#### 代替しない金剛バスの路線又は区間
※下線を付した区間は、他のバス路線が重複しておりそちらで代替可能な区間。

##### 富田林駅前発着

###### 千早線
- 金剛登山口 - 千早ロープウェイ前

　※南海バス小深線408・411系統が重複している。
- 森屋 - 松本橋 - 楠公誕生地
- 森屋 - 松本橋 - 水分 - 東水分 - 水越峠

　※水分 - 東水分間は白木線が重複している。

###### 河内線
- 北加納 - 平石

###### 白木線
- 鈴見台3丁目前 - 菊水苑前〔運休中〕
- 水分 - グロワールゴルフ俱楽部前

###### 東條線
- 甘南備 - 吉年

　※吉年は千早線の東阪バス停より徒歩約2分
- 東甘南備 - サバーファーム〔運休中〕

###### 富田林循環線※路線廃止
- 富田林駅前 - 川西 - 錦織 - 滝谷不動前 - 中佐備 - 板持 - 堺筋 - 富田林駅前〔運休中〕

　※富田林駅前 - 川西間はレインボーバスが重複している。
　※中佐備 - 板持 - 富田林駅前間は東條線が重複している。
- 富田林駅前 - 堺筋 - 板持 - 中佐備 - 滝谷不動前

　※富田林駅前 - 堺筋 - 中佐備間は東條線が重複している。

##### 喜志駅前発着
- 該当なし
  - 太子線は廃止となるが重複する喜志循環線と太子町コミュニティバスの上ノ太子駅町内周回線へ再編

##### 上ノ太子駅前発着

###### 聖和台循環線※路線廃止
- 上ノ太子駅前 - 聖和台第一号公園前 - 聖和台3丁目 - 聖和台2丁目 - 聖和台4丁目 - 上ノ太子駅前【循環】

　※聖和台2丁目及び4丁目バス停は太子町コミュニティバスの上ノ太子駅発着路線の一部が重複する。

###### 畑・平石線
- 畑薬師山公園 - 太子カントリー入口 - 平石[42]

### 各市町村の新たな交通サービスに関する情報
- 富田林市　4市町村コミバス　運行経路・運賃・運行のご案内
- 大阪府太子町　金剛バスの廃止にともなう新たな地域公共交通の運行が始まります
- 河南町　金剛バスの廃止に伴う新たな交通サービスがはじまります
- 千早赤阪村　新たな交通サービスの開始について